# محوطه سراب سیاه
محوطه سراب سیاه مربوط به عصر آهن - دوره اشکانیان است و در شهرستان خرم‌آباد، بخش ویسیان، دهستان شوراب، روستای تل عجم واقع شده و این اثر در تاریخ ۱۳ آبان ۱۳۸۶ با شمارهٔ ثبت ۱۹۸۱۱ به‌عنوان یکی از آثار ملی ایران به ثبت رسیده است.